# 쿤탄군

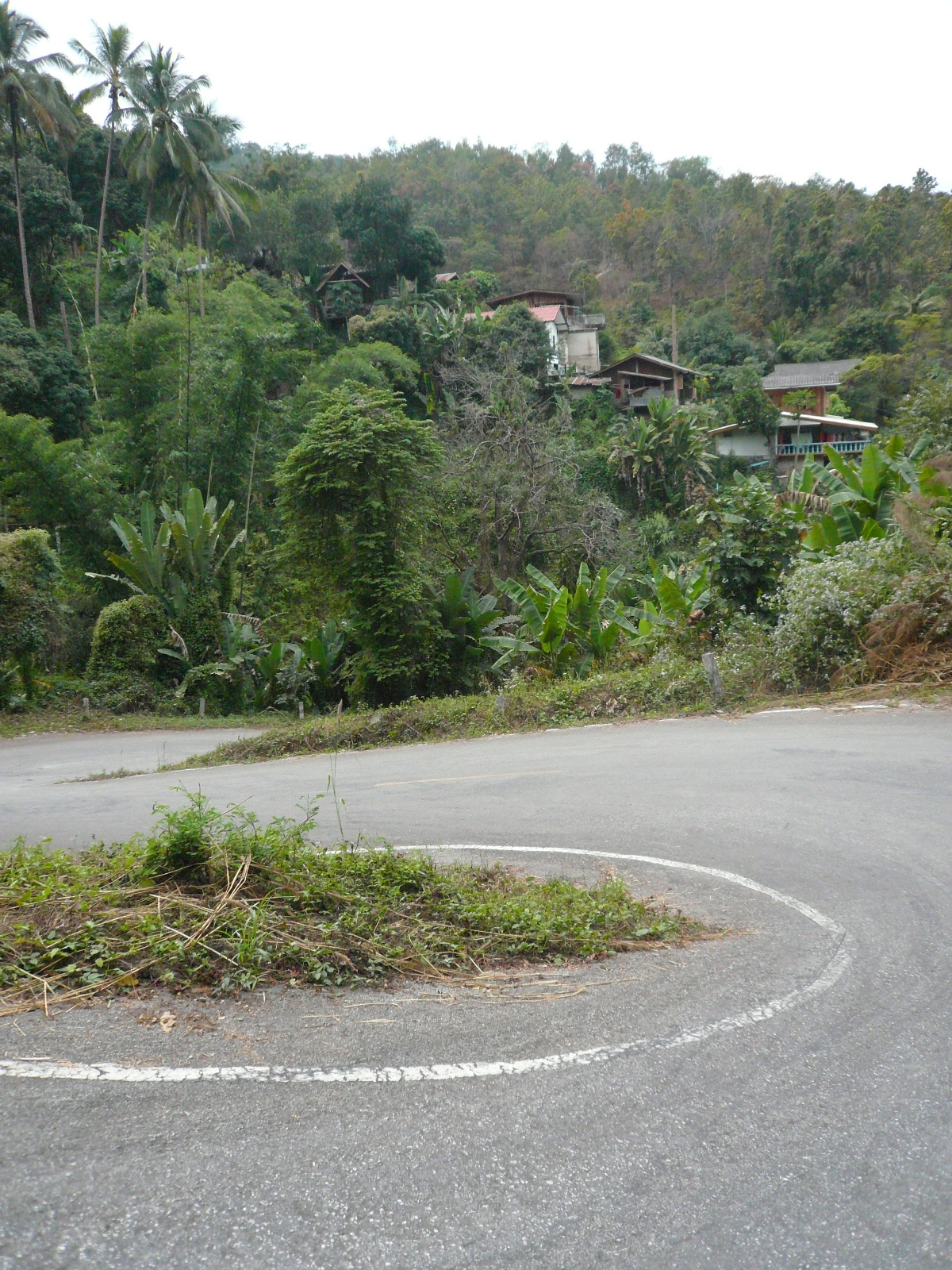

쿤탄군은 치앙라이주의 행정 구역이다. 이 지역의 총 인구 수는 2005년 기준으로 33494명이다. 인구 밀도는 143.1km2이다.

## 행정 구역
| 번호 | 지명     | 태국어 지명 | 빌리지 | 인구   |  |
| ---- | -------- | ----------- | ------ | ------ |  |
| 1.   | Ta       | ต้า          | 20     | 13,091 |  |
| 2.   | Pa Tan   | ป่าตาล       | 14     | 8,119  |  |
| 3.   | Yang Hom | ยางฮอม      | 21     | 12,284 |  |